# 王鳳翼
王鳳翼（？—？），號若竽，山西汾州府宁乡县人，明末清初政治人物，同进士出身。

## 生平
崇祯九年（1636年）丙子科山西鄉試第十名舉人，十年（1637年）登丁丑科會試第二百六十五名，廷試三甲第一百五十九名进士。兵部觀政，十一年四月授河南永城知县，十二年调清平县，十三年考察，十四年降苏州府经历，十五年升漢中府推官，本省同考，升刑部湖廣司主事，十六年升四川司员外郎。清順治元年（1644年）八月升任山东按察司佥事、驿传道。

## 家族
曾祖王希双，寿官；祖王士廉，增生；父王诏行，庠生。